# Notodonta dentilinea
Notodonta dentilinea är en fjärilsart som beskrevs av George Francis Hampson 1891. Notodonta dentilinea ingår i släktet Notodonta och familjen tandspinnare. Inga underarter finns listade i Catalogue of Life.